# كرة البلازما

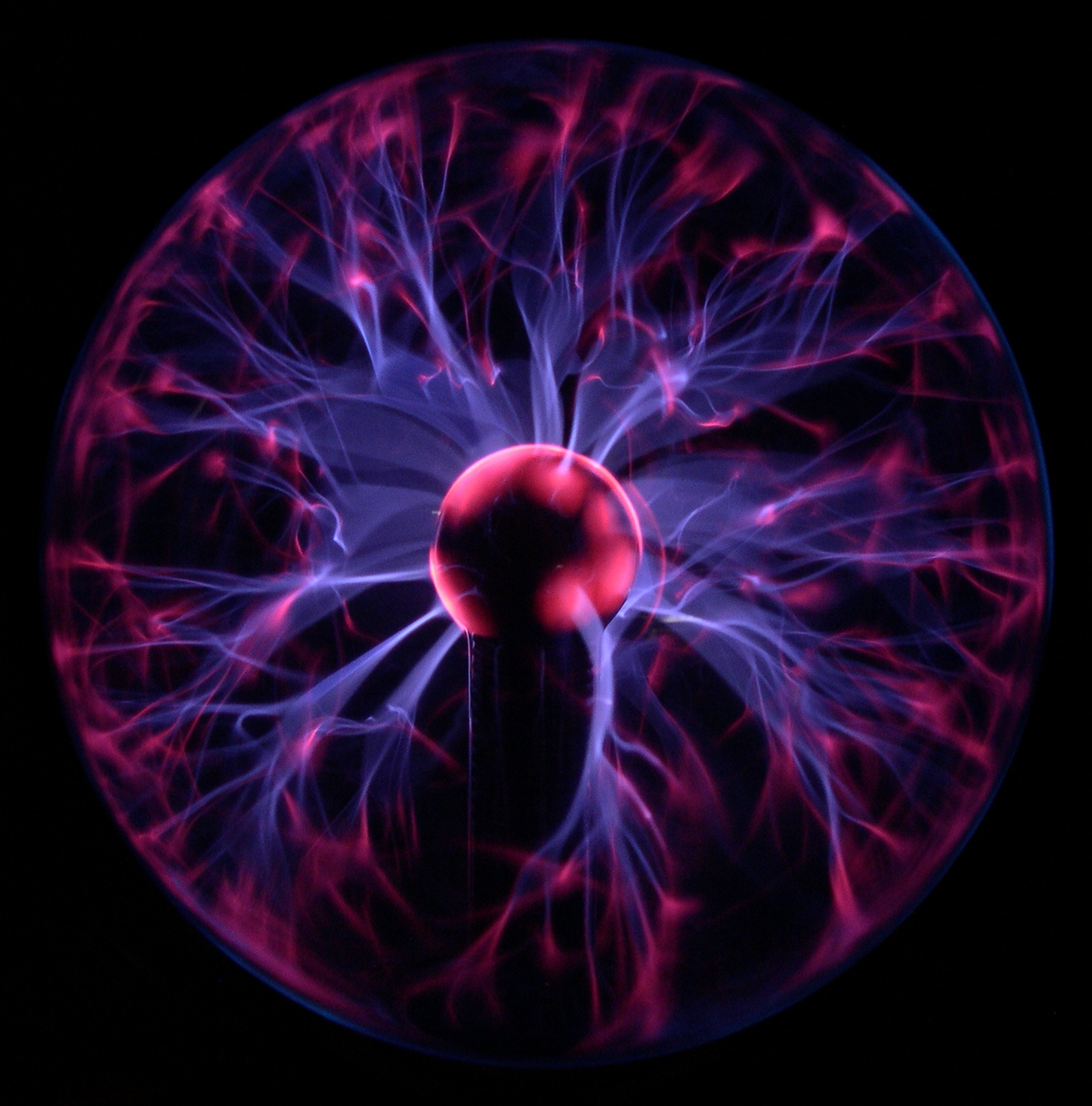
كرة البلازما

تعدّ كرة البلازما أو مصباح البلازما (بالإنجليزية: Plasma Ball أو Plasma Lamp) كحلية تزيين وقد كانت ذات شهرة فترة الثمانينيات من القرن الماضي. وقد اخترعها العالم الشهير نيكولا تيسلا بعد الاختبارات التي عملها على تيار ذو تردد عالي في انبوب زجاجي مفرغ لغرض دراسة ظاهرة كهرباء ضغط عالي. وقد اسماها انبوب تصريف الغاز الخامل

## الوصف
الشائع أن لمبة البلازما موجودة على شكل كرة أو اسطوانة. بالإضافة إلى اشكال أخرى متعددة، وتكون من زجاج شفاف مملوءة بغازات متعددة ومخلوطة (الهليوم والنيون في الغالب وأحياناً بالغازات النبيلة مثل الزينون والكريبتون) تحت ضغط منخفض (أقل من 0.01 جو) وتحفز بتيار متناوب عالى التردد بجهد عالي أيضا (35 ك هرتز، 2-5 ك فولت) تنتج من محول ذو جهد عالي، وبدائرة صغيرة بوسط الكرة تعمل كقطب كهربائي. إنارة البلازما تتمدد من داخل القطب الكهربي إلى طرف الزجاجة العازلة، معطيا شكلا ثابتا من الأحزمة الضوئية الملونة التي تلحق خطوط المجال الكهربي للقطب الآخر، ولكنه أيضا يلحق الحمل الحراري.
عند وضع اليد بقرب الكرة الزجاجية فذلك يحفز المجال الكهربي العالي التردد فتخرج حزمة من القطب الداخلي متجهة إلى نقطة التلامس على جدار الكرة الزجاجية، فالزجاج يكون كعازل على شكل مكثف ما بين الغاز المؤين واليد.